# Мануель Портела
Мануель Портела Вальядарес (ісп. Manuel Portela Valladares; 31 січня 1867 — 29 квітня 1952) — іспанський політик, губернатор Барселони, міністр розвитку, міністр внутрішніх справ, голова уряду Другої республіки від грудня 1935 до лютого 1936 року.